# マリアナ海溝
座標: 北緯11度21分 東経142度12分 / 北緯11.350度 東経142.200度

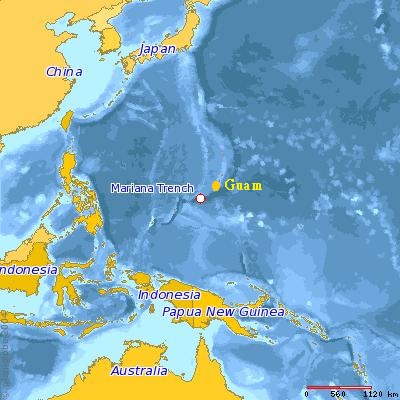
マリアナ海溝の位置

マリアナ海溝（マリアナかいこう、Mariana Trench）は、北西太平洋のマリアナ諸島の東、北緯11度21分、東経142度12分に位置する、世界で最も深い海溝である。太平洋プレートはこのマリアナ海溝においてフィリピン海プレートの下にもぐりこんでいる。北西端は伊豆・小笠原海溝、南西端はヤップ海溝に連なる。マリアナ海溝の最深部はチャレンジャー海淵と呼ばれている。その深さについてはいくつかの計測結果があるが、2014年12月の計測では水面下10,983 mとされ、地球上で最も深い海底凹地（海淵）である。これは海面を基準にエベレストをひっくり返しても山頂が底につかないほどの深さで、地球の中心からは6,366.4 km地点にある。
マリアナ海溝の最深部分における水圧は実に108.6 MPa（1 cm²に1,086 kgの重さがかかる）にのぼる。この環境に完全に適応した生物もおり、例えば古細菌のPyrococcus yayanosii は限界増殖圧力が120MPaにもなる。

## 調査の歴史

マリアナプレートの断面図

マリアナ海溝の測深は、イギリスのチャレンジャー号探検航海 (1872 - 1876年) の海洋調査によって初めて行われた。1875年、このときの測鉛線による測深記録は、8,184 mであった。当時の最深を記録したこの地点は、現在のチャレンジャー海淵であった。1899年、調査船USS Neroは、9,636 mを記録した。
日本によるマリアナ海溝の調査は、20世紀に入って行われた。1925年4月15日、日本の測量船「満州号」が横須賀を出航し、10月23日に重りのついたケーブルをおろして測定する方法（鋼索測深）により水深9,814 mを記録した（1928年3月まで観測した）。
その後、マリアナ海溝の本格的な深度調査を行ったのはイギリス海軍の測量船「チャレンジャー8世号」である。1951年にチャレンジャーが測定に成功した最深部分はその名にちなんで「チャレンジャー海淵」と呼ばれることになった。このとき、チャレンジャーは反響した音波を測定する方法（音響測深）で北緯11度19分、東経142度15分において水深10,910 mを記録した。その後、手動計測による誤差を除去したことにより、後により厳密な10,863 mという値に修正されている。
1957年、ソ連海軍艦艇「ヴィチャージ」が深度11,034 mの計測に成功したと発表し、「ヴィチャージ（ビチアス）海淵」と名づけた。この記録は長らくマリアナ海溝の深度の公式記録とされていたが、その後何度調査を行ってもこれほどの深度は測定されなかったため、現在ではこの記録の正確性に疑問が持たれており、公式記録としては認められていない。
1960年1月23日、アメリカ海軍の協力のもとに開発された潜水艇「トリエステ号」がマリアナ海溝深部を目指した。到達した深度については諸説あり、確証が得られていない。二人は海溝の底に到達したといい、その時バチスカーフ内部の水深計が示していたのは37,800 ft (11,521 m)（後に35,800 ft (10,912 m)と修正）だったと主張している。
1962年には調査船スペンサー・ベアード号が水深10,915 mを記録した。
1984年に日本の調査船「拓洋」が最新式のナローマルチビーム測深機を用いて測定を行い、10,924 m（厳密には10,920±10 m）という値を得た。
1995年5月に日本の無人探査機「かいこう」が水深10,911 mを記録した。
2009年5月アメリカのウッズホール海洋研究所の無人探査機Nereusが10,902 mに到達した。

## マリアナ海溝に挑んだ潜水艇

### トリエステ

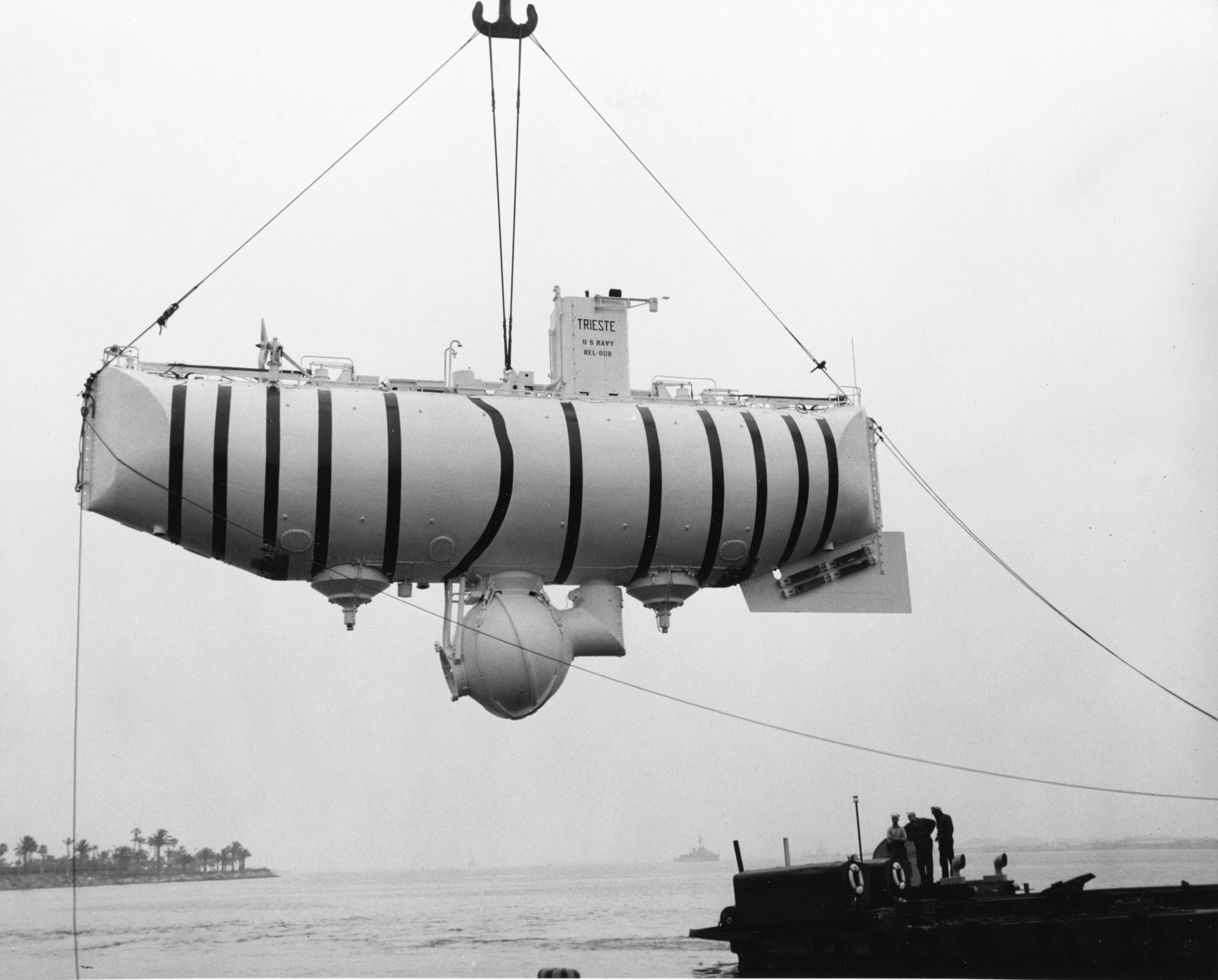
バチスカーフ・トリエステ号

スイスで設計され、イタリアで建造されたアメリカ海軍のバチスカーフの「トリエステ」はジャック・ピカール（父のオーギュスト・ピカールの設計助手でもある）とアメリカ海軍のドナルド・ウォルシュ中尉の操船により1960年1月23日、海底に降下した。バチスカーフは鋼鉄の重りとガソリンの浮力装置を用いて深度を調整できるよう設計されていた。二人は人類の到達した最深記録を達成した。さらに二人は海溝の底でヒラメやエビなどの生物が生息しているのを発見して驚いたという。海底まで4時間48分かかり、20分間滞在して3時間17分かけて浮上した。彼らが測定した深度は10,916 mだった。

### かいこう
1995年3月24日、日本の遠隔操作無人潜水機である「かいこう」がチャレンジャー海淵の最深部に到達した。日本の海洋開発機構 (JAMSTEC) によって開発されたその装置は6,000 m以上潜水可能な数少ない無人潜水機である。潜水記録は音響探査によりそれまでチャレンジャー海淵の最も深い場所と信じられていた10,911.4 mだった。「かいこう」は同様にマリアナ海溝で1995年から1998年にかけて3回の遠征で多くの潜水を行った。

### ABISMO
かいこうの後継機として製造されたABISMOが2008年6月3日にチャレンジャー海淵で最大潜航深度10,258mを達成した。

### ネーレウス
2009年5月31日、ハイブリッド式遠隔操作無人潜水機 (HROV) であるアメリカウッズホール海洋研究所の「ネーレウス」はチャレンジャー海淵に潜水した。
計画主任で開発者のAndy Bowenは成果について「海洋探査の新しい時代が開幕した」と述べた。「ネーレウス」は「かいこう」とは異なり、水上の母船からのケーブルによる電力供給や制御を必要としない。
「ネーレウス」は10時間以上チャレンジャー海淵の海底に留まり深度10,902 m (35,768 ft) を測定してその間、母船であるRV Kilo Moanaに実時間映像とデータを送り、より詳しい化学分析のために海底でマニピュレータで採取された地質学上と生物学上の試料を海上に持ち帰った。

### ディープシーチャレンジャー

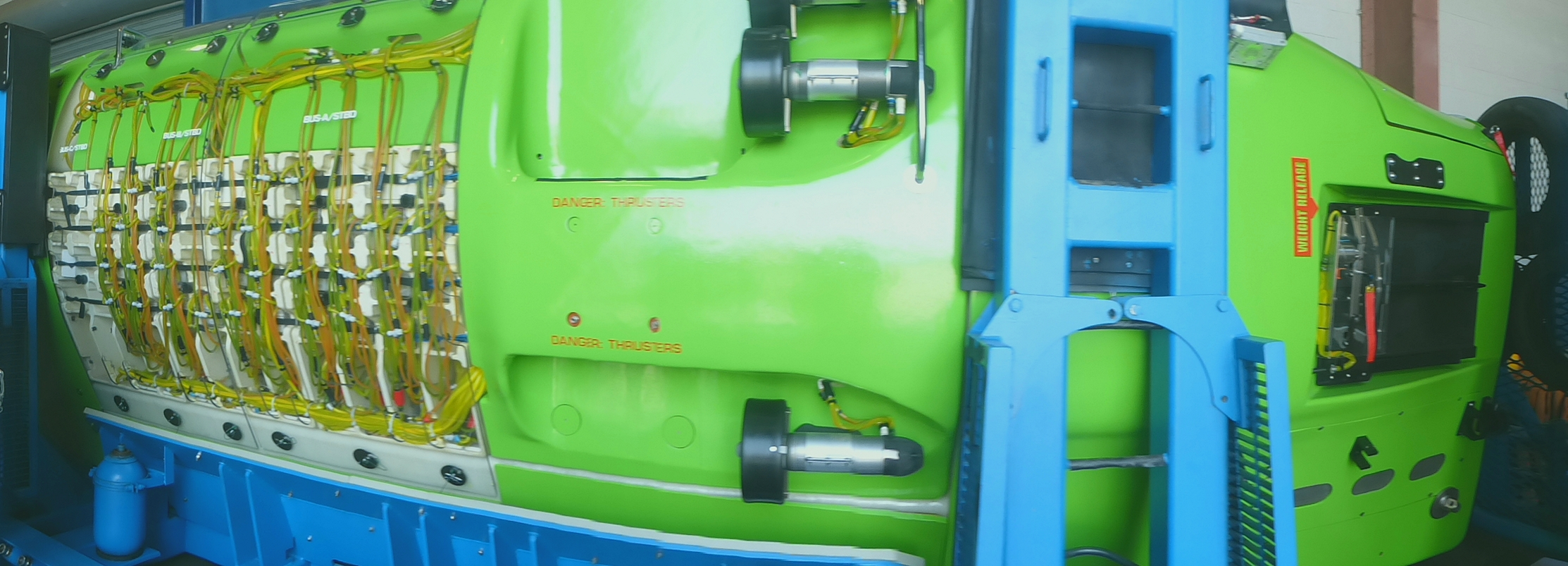
DSV ディープシーチャレンジャーの内部

2012年3月26日（チャモロ標準時、以下注記のないものは同様）、映画監督のジェームズ・キャメロンは一人乗りの潜水艇「ディープシーチャレンジャー」（全長7 m、重量約12トン）に搭乗し、約2時間をかけて深さ10,898 mへの潜行に成功した
。有人でのチャレンジャー海淵への潜行は「トリエステ」以来52年ぶりで、単独での潜行は初となる。
3月26日05:15頃（UTC3月25日19:15）に降下を開始した。07:52(UTC21:52)にチャレンジャー海淵の海底に到達した。降下時間は2時間36分で記録された水深はチャレンジャー海淵に着地した時の10,898.4メートル (35,756 ft)だった。
キャメロンはおよそ6時間近くを海底付近の調査に費やす予定だったが、わずか2時間34分後に海面への浮上を開始した。海底での滞在を切り上げた理由はマニピュレータアームを制御する油圧配管から油が漏出した事で観測窓からの視界が遮られたからである。同様に潜水艇の右の推進器が失われた。12:00（UTC3月26日02:00）頃にディープシーチャレンジャーのウェブサイトは90分かけて海面に浮上したと伝えたが、ポール・アレンのツイートによると浮上の所要時間はわずかおよそ67分だったとされる。